# Herpetacanthus panamensis
Herpetacanthus panamensis är en akantusväxtart som beskrevs av Emery Clarence Leonard. Herpetacanthus panamensis ingår i släktet Herpetacanthus och familjen akantusväxter. Inga underarter finns listade i Catalogue of Life.